# Kai van Westering
Kai van Westering Palacios (San Sebastián, España, 11 de octubre de 2003) es un deportista neerlandés que compite en natación, especialista en el estilo espalda.
Ganó una medalla de plata en el Campeonato Mundial de Natación de 2024, en la prueba de 4 × 100 m estilos.
Nació en España y fue criado en Francia desde los tres años. Estudió Gestión Ambiental en la Universidad de Indiana Bloomington.

## Palmarés internacional
| Campeonato Mundial | Campeonato Mundial | Campeonato Mundial | Campeonato Mundial |
| Año                | Lugar              | Medalla            | Prueba             |
| ------------------ | ------------------ | ------------------ | ------------------ |
| 2024               | Doha (Catar)       | Medalla de plata   | 4 × 100 m estilos  |